# Heinrich Christian Macklot

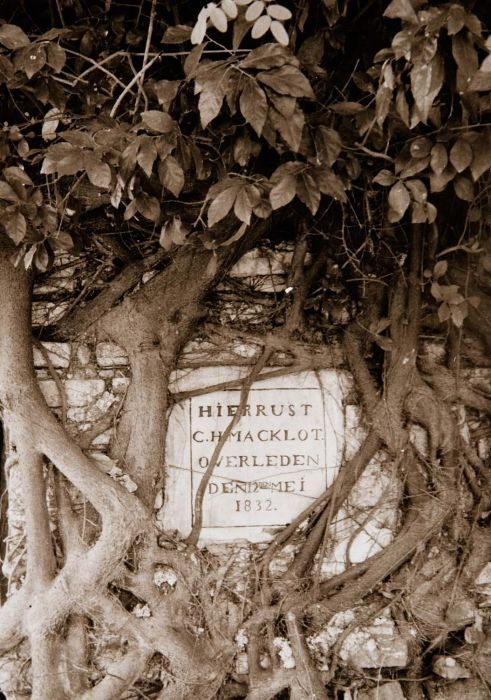
Nagrobek Macklota w pobliżu Karawang

Heinrich Christian Macklot (ur. 20 października 1799 we Frankfurcie nad Menem, zm. 12 maja 1832 w Purwakarta) – niemiecki przyrodnik i zoolog.
Macklot studiował najpierw farmację, a następnie historię naturalną i medycynę w Heidelbergu. Studia ukończył w 1822. W 1823 został razem z Heinrichem Boie i Salomonem Müllerem wysłany przez Coenraada Jacoba Temmincka do Holenderskich Indii Wschodnich, by zebrać okazy dla muzeum w Lejdzie. Zoolog odwiedził w 1826 Indonezję, zaś w 1828 Timor i Nową Gwineę na pokładzie statku Triton. Z wyprawy nie powrócił, umierając na Jawie 12 maja 1832.